# اختبار الهيموغلوبين الغليكوزيلاتي
اختبار خضاب الدم السكري (بالإنجليزية:Glycosylated hemoglobin) (hemoglobin A1c, Hb1c، أو HbA1c). هو نوع من خضاب الدم (الهيموغلوبين) يستخدم بشكل رئيسي للتعرف على معدل البلازما والجلوكوز والتركيز على طول المدة للوقت. الاسم يختصر في بعض الأحيان بـ (A1C). وهو مكون في طريق غير أنزيمي بواسطة الكشف العادي للهيموغلوبين لمستويات عالية للجلوكوز. الجلايكوسايليشن (Glycosylation) للهيموغولبين قد تم تضمينه في (nephropathy) و (retinopathy) في مرض السكري. مراقبة الـ HbA1c في النوع-1, من الممكن أن مرضى السكري يتقدموا ويتحسنوا في العلاج.
الهيموكلوبين المحتوي على السكر، يتكون من ارتباط السكر بالهيموكلوبين من النوع ِالف
وهو نوع من الهيموغلوبين يستعمل للتعرف على كم كان تركيز السكر في الأشهر الماضية في بلازما الدم. وهو يتكون بواسطة تعرض الهيموكلوبين إلى تركيز عال من السكر ولا تتدخل الانزيمات في ذلك. وهو مهم لانه يعطي فكرة عن خطورة الإصابة بالامراض التي تحصل كمضاعفات للإصابة بمرض السكر مثل امراض القلب والاوعية الدموية، امراض الكلية وامراض العين. ان مدة حياة كرة الدم الحمراء في جسم الإنسان هي 120 يوما، وهي تحتوي على الهميوكلوبين. السكر في الدم يرتبط بالهيموكلوبين فتكون glycated hemoglobin. إذا كان السكر في الدم عاليا فانه سيجعل تركيز الهميوكلوبين المرتبط بالسكر أيضا عالي. إذا ارتبطت جزئية الهميوكلوبين بالسكر فانها ستبقى مرتبطة به، لذلك فان قياس هذا الهميوكلوبين السكري سيعطي فكرة عن تركيز السكر في الأشهر الثلاثة الفائتة (أي 120 يوما الفائتة).

## التاريخ
كان أول من فصل الهيموغلوبين A1c عن الأشكال الأخرى للهيموغلوبين هما هويزمان وميرينج في سنة 1958 باستخدام كروماتوجرافيا. ووصفت لأول مرة على أنها بروتين سكري بواسطة بوكتشين وغالوب في سنة 1968. وأول من وصفها بأنها تزيد في البول السكري في سنة 1969 بواسطة سأمويل راهبار ومساعديه. التفاعل يؤدي إلى التشكّل أو التكوّن الذي وصفهما الدكتور بن ومساعديه في سنة 1975. تم اقتراح استخدام لهيموغلوبين A1C لمراقبة الدرجة للتحكم في عملية أيض الجلوكز لمرضى السكري سنة 1976 بواسطة كوينغ ومساعديه.

## وصلات خارجية
- معلومات عن مرض السكري من المركز الوطني الأمريكي للأبحاث
- المقاييس الأمريكية لجمعية مرضى السكري للرعاية الصحية لسنة 2007
- اختبار الهيموغولبين A1C
- حقائق عن الهيموغولبين A1C
- حاسبة بسيطة للـ A1C
- موقع metrika: اختبار A1C للمحترفين والمستهلكين
- موقع يقوم بالاختبار للـ A1C بسهولة وبدون مخاطرة